# Quarterstaff
Quarterstaff ist ein Computer-Rollenspiel aus dem Jahr 1987. Es wurde zunächst vom Entwicklungsstudio Simulated Environment Systems für den Macintosh veröffentlicht, verkaufte sich auf Grund unzulänglichen Marketings aber schlecht. 1988 erwarb der zu dem Zeitpunkt bereits zum Activision-Konzern gehörende Spielehersteller Infocom die Rechte am Spiel, erweiterte es inhaltlich und brachte es unter dem Titel Quarterstaff: The Tomb of Setmoth erneut auf den Markt.

## Handlung
Quarterstaff spielt in der Fantasywelt Rhea, die in fünf Königreiche unterteilt ist und in der Magie den Stellenwert hat, den die Wissenschaft in der Realität einnimmt. Frieden und Wohlstand in den Reichen werden durch verschiedene, von Druiden gebildete religiöse Bewegungen gesichert. Vor drei Monaten sind die Bewohner des Dorfes der Bewegung der Baumdruiden, die unter den Wurzeln eines riesigen Baumes leben, spurlos verschwunden. Der allgemeine Rat der Druiden hatte bereits mehrere respektable Krieger als Kundschafter ausgesandt, um das Verschwinden zu ergründen, es kehrte jedoch keiner zurück. Der Spieler übernimmt die Rolle von Titus, einem Schmied und Abenteurer, der ebenfalls ausgesendet wird, um den mysteriösen Fall zu klären. Im Laufe der Zeit erkundet der Spieler das Höhlensystem, in dem sich das Dorf befindet, und es stellt sich heraus, dass hinter dem Verschwinden der Baumdruiden ein Dämon namens Setmoth steckt, den es zu finden und zu besiegen gilt.

## Spielprinzip und Technik
Der Bildschirm des Spiels unterteilt sich in mehrere beliebig arrangierbare Fenster. In einem Fenster wird eine schematische Karte der Spielumgebung angezeigt, gelegentlich auch ein die Situation untermalendes, gezeichnetes Standbild. Die Karte zeigt dabei nur bereits erforschte Räumlichkeiten an und entwickelt sich durch den Spielfortschritt selbständig weiter ("automapping"). In weiteren Fenstern wird das Spielgeschehen aus Sicht der Spielfiguren in Textform dargestellt. Die Steuerung der Spielfiguren kann sowohl wie bei einem Textadventure über Texteingaben erfolgen, die durch einen Parser analysiert und ausgewertet werden, als auch über ein graphisches Interface, das sich an der Optik der Menüs der Macintosh-Benutzeroberfläche orientiert. Einige Handlungen wurden durch Soundeffekte untermalt.
Im Spielverlauf trifft Titus auf Personen, die sich ihm anschließend und die fortan ebenfalls vom Spieler gesteuert werden können. Mit fortschreitendem Spiel gewinnen die Figuren der Spielgruppe an Erfahrung und verbessern ihre Fähigkeiten. Während die meisten Rollenspiele den Spielfiguren bestimmte Rollen wie die des Nahkämpfers, des Magiers oder des Heilers zuweisen, kann in Quarterstaff jede Spielfigur jede Rolle übernehmen.

## Produktionsnotizen
Die Infocom-Version des Spiels unterscheidet sich von der Originalversion durch ein verbessertes Interface und (in der Mac-II-Version) durch Farb- an Stelle von Monochromgrafiken, außerdem wurden durch die Infocom-Autorin Amy Briggs (Plundered Hearts) die Spieltexte deutlich verändert und ausgebaut. Wie fast alle Infocom-Spiele enthielt auch Quarterstaff sogenannte „Feelies“, für das Spiel entworfene und hergestellte Gegenstände, die das Spielerlebnis vertiefen sollen. Der Spielverpackung von Quarterstaff wurden nebst einem Poster ein beschriftetes Pergament sowie eine hölzerne Münze beigelegt, die im Spiel referenziert wurden und mithin als Kopierschutz dienten.
Publisher Infocom kündigte Portierungen des Spiels für die Systeme Apple IIGS und IBM PC an, die jedoch nie erschienen. Ein angekündigter Nachfolger, Storm Giants, erschien wegen der Abwicklung Infocoms 1989 ebenfalls nicht. 1990 veröffentlichte der japanische Publisher StarCraft eine Version von Quarterstaff für das in Japan populäre PC-98-System, 1991 folgte eine Version für den Sharp X68000. Das Cover der japanischen Ausgaben wurde vom US-amerikanischen Illustratoren Frank Frazetta gestaltet.

## Rezeption
Das D&D-Fachmagazin Dragon Magazine befand, Quarterstaff sei "ohne Zweifel eines der besten Abenteuer-Rollenspiele", und vergab fünf von fünf Sternen. Das Magazin Macworld konstatierte einen "erfrischenden Grad an Flexibilität" der Handlungsfreiheit des Spielers und dass demselben ein "gewisses Maß an taktischer Kreativität" zugestanden werde, notierte aber mehrere kleine Bugs sowie einen fatalen, der das Spielziel blockiere. Der Spieledesigner Christopher E. Forman legte im Textadventure-Fachmagazin SPAG dar, dass ihn Quarterstaff in technischer Hinsicht an eine Mischung aus der Magnetic Windows Engine und dem Mastertronic-Spiel Rogue (einem Rogue-like für den Commodore 64) erinnere. Er analysierte, dass das Spiel trotz des textfokussierten Interface im Kern ein Rollenspiel sei und dass es kaum Textadventure-spezifische Puzzles gäbe. Er wertete, dass Quarterstaff zwar optisch hochwertig sei und zunächst spielerisch interessant wirke, dass das Gefühl des Neuen aber rasch vergehe und sich das Spiel gegen Ende sehr zäh spiele. Das Adventure-Fanzine QuestBusters verglich die ursprüngliche Spielversion von Simulated Environment Systems mit der später von Infocom herausgegebenen und attestierte bereits dem Original, über die "vielleicht extensivste und innovativste Anwendung des Macintosh-Interfaces" in einem Rollenspiel zu verfügen, monierte aber eine langsame Reaktionsgeschwindigkeit des Spiels und zahlreiche Programmfehler. Der Infocom-Version attestierte das Magazin "signifikante Verbesserungen" und wies dabei besonders auf die intuitive Menüführung hin, konstatierte aber, dass bei der Überarbeitung neue, schwerwiegende Programmfehler eingebaut worden seien.